# Olivier Pla
Olivier Pla (Toulouse, Francia; 22 de octubre de 1981) es un piloto francés de automovilismo.

## Inicios
Participó en diferentes categorías y campeonatos de karting entre 1996 y 1999. Compitió por primera vez en una categoría de automovilismo importante cuando tenía 19 años, al participar en la Fórmula Campus de Francia. En 2001 pasa a la Fórmula 3 francesa con la escudería Saulnier terminando en la octava posición al finalizar el campeonato. Un año más tarde pasa al equipo ASM quedando en el tercer puesto. En 2003 llega al campeonato de Fórmula 3 europea con ASM y logra el 3.er lugar en la tabla de pilotos. Para 2004 ingresa a la entonces llamada World Series by Nissan compitiendo en algunas carreras para RC Motorsport y el resto de la temporada para Carlin Motorsport, logró una victoria en Portugal y terminó el campeonato con 66 puntos para quedar en la novena posición.
En 2005 debuta en la GP2 Series en su primera temporada en el equipo David Price Racing (DPR); Pla consigue 2 victorias, un quinto puesto, y 2 pole position, de modo que termina en el puesto 13.º del campeonato. En la temporada siguiente no sumó ningún punto en 11 carreras. El año siguiente disputó solamente dos carreras en la categoría, sin resultados puntuables.

## Gran turismos y sport prototipos
En 2007 disputó la Copa Porsche Carrera de Alemania como piloto titular, logrando un séptimo puesto y dos octavos. Al año siguiente, disputó la Le Mans Series con un Lola-AER de la clase LMP2 del equipo Quifel ASM; logró un tercer puesto y un quinto, finalizando 12.º en el campeonato de pilotos de dicha clase. Con el mismo equipo Pla disputó las 24 Horas de Le Mans terminando en el cuarto lugar en la clase LMP2. Pla junto con Miguel Amaral se consagraron campeones de piloto en la clase LMP2 de la Le Mans Series 2009 con un Ginetta-Zytek, con dos victorias y un segundo puesto de clase. Sin embargo, abandonaron en las 24 Horas de Le Mans.
En 2010, culminó 12.º en la Le Mans Series y séptimo en las 24 Horas de Le Mans. Al año siguiente, logró un tercer puesto en 3 carreras de la Le Mans Series y un retiro en Le Mans, pero en esta ocasión con un Zytek de la clase LMP1, Luego, Pla se unió a OAK Racing en las últimas tres fechas de la Copa Intercontinental Le Mans con un Pescarolo 01 de la misma clase, y obtuvo un tercer lugar, un cuarto y un quinto. También, disputó el Campeonato Francés GT con una Ferrari F458, cosechando dos podios, concluyendo 10.º en la tabla general.
Pla se convirtió en piloto titular de OAK Racing para la European Le Mans Series y el Campeonato Mundial de Resistencia con un Morgan LMP2 en 2012. En el campeonato europeo, logró un triunfo y un segundo puesto de clase, finalizando tercero en el campeonato de pilotos y segundo en la de equipos. En tanto que en el campeonato mundial, consiguió 4 podios, contribuyendo a que su equipo finalizará cuarto en su campeonato.
En el Campeonato Mundial de Resistencia 2013 junto con Alex Brundle y David Heinemeier Hansson lograron 5 segundo puestos y un tercero, y alcanzaron el subcampeonato.
En 2014, Pla pasó al equipo G-Drive para conducir un Morgan-Nissan en la clase LMP2. Formando equipo con Roman Rusinov y Julien Canal, ganó cuatro carreras, pero otra vez resultó subcampeón de clase. Por otra parte, Pla acompañó a Gustavo Yacamán en 6 de las 11 carreras del IMSA SportsCar Championship con un Morgan-Nissan de OAK, logrando una victoria, un tercer lugar y dos cuartos.
El francés fue contratado como piloto oficial de Nissan para disputar la clase LMP1 del Campeonato Mundial de Resistencia 2015 con Nissan GT-R LM Nismo. Sin embargo solo disputaron las 24 Horas de Le Mans, antes de que se cancelara el programa debido al flojo rendimiento del automóvil. Además, Pla, con un Ligier-Judd, pilotó para equipo Krohn, en las 24 Horas de Daytona y las 12 Horas de Daytona, fecha válidas por el IMSA SportsCar Championship, y las últimas dos carreras de la European Le Mans Series.
En 2016, Pla volvió a competir regularmente en el Mundial de Resistencia con un Ford GT oficial de la clase GTE-Pro. Formando dupla con Stefan Mücke, logró una victoria y tres podios, para acabar séptimo en la clasificación de pilotos en la clase GT. Además, resultó 23.º en la European Le Mans Series, logrando como resultado un cuarto lugar con el equipo Krohn. También, disputó las cuatro carreras más importantes del IMSA SportsCar Championship, como piloto invitado de Michael Shank Racing. Al volante de un prototipo Ligier-Honda, ganó en la Petit Le Mans, acabó tercero en las 6 Horas de Watkins Glen, séptimo en las 12 Horas de Sebring y se retiró en las 24 Horas de Daytona.

## Resultados

### GP2 Series
(Clave) (negrita indica pole position) (cursiva indica vuelta rápida puntuable)

| Año  | Escudería          | 1   | 1   | 2   | 2   | 3   | 3   | 4   | 4   | 5   | 5   | 6   | 6   | 7   | 7   | 8   | 8   | 9   | 9   | 10  | 10  | 11  | 11  | 12  | 12  | Pos. | Puntos | Ref.  |
| ---- | ------------------ | --- | --- | --- | --- | --- | --- | --- | --- | --- | --- | --- | --- | --- | --- | --- | --- | --- | --- | --- | --- | --- | --- | --- | --- | ---- | ------ | ----- |
| 2005 | David Price Racing | IMO | IMO | BAR | BAR | MON | MON | NÜR | NÜR | MAG | MAG | SIL | SIL | HOC | HOC | BUD | BUD | EST | EST | MNZ | MNZ | SPA | SPA | SAK | SAK | 13.º | 20     | [ 1 ] |
| 2005 | David Price Racing | 9   | 5   | Ret | Ret | 9   | 9   | Ret | 8   | Ret | 9   | 8   | 1   | 8   | 1   | 7   | Ret | 9   | 17  | Ret | Ret | 11  | 10  | Ret | DNS | 13.º | 20     | [ 1 ] |
| 2006 | DPR Direxiv        | VAL | VAL | IMO | IMO | NÜR | NÜR | BAR | BAR | MON | MON | SIL | SIL | MAG | MAG | HOC | HOC | BUD | BUD | EST | EST | MNZ | MNZ |     |     | 27.º | 0      | [ 2 ] |
| 2006 | DPR Direxiv        | 10  | 15  | Ret | 20† | 15  | Ret | DSQ | 20  | Ret | Ret |     |     | 16  | 9   |     |     |     |     |     |     |     |     |     |     | 27.º | 0      | [ 2 ] |
| 2007 | David Price Racing | SAK | SAK | BAR | BAR | MON | MON | MAG | MAG | SIL | SIL | NÜR | NÜR | BUD | BUD | EST | EST | MNZ | MNZ | SPA | SPA | VAL | VAL |     |     | 34.º | 0      | [ 3 ] |
| 2007 | David Price Racing |     |     |     |     |     |     |     |     |     |     |     |     |     |     |     |     | Ret | 13  |     |     |     |     |     |     | 34.º | 0      | [ 3 ] |

### Campeonato Mundial de Resistencia de la FIA
(Clave) (negrita indica pole position) (cursiva indica vuelta rápida)

| Año     | Escudería                 | Clase     | Automóvil                              | 1   | 2   | 3   | 4   | 5   | 6   | 7   | 8   | 9   | Pos. | Puntos | Ref.   |
| ------- | ------------------------- | --------- | -------------------------------------- | --- | --- | --- | --- | --- | --- | --- | --- | --- | ---- | ------ | ------ |
| 2012    | OAK Racing                | LMP2      |                                        | SEB | SPA | LMS | SIL | SÃO | BHR | FUJ | SHA |     | 20.º | 18.5   | [ 4 ]  |
| 2012    | OAK Racing                | LMP2      | Morgan LMP2-Judd                       | 4   | 13  | Ret |     |     |     |     |     |     | 20.º | 18.5   | [ 4 ]  |
| 2012    | OAK Racing                | LMP2      | Morgan LMP2-Nissan                     |     |     |     | 13  | 10  | 11  | 10  | 9   |     | 20.º | 18.5   | [ 4 ]  |
| 2013    | OAK Racing                | LMP2      | Morgan LMP2-Nissan                     | SIL | SPA | LMS | SÃO | COA | FUJ | SHA | BHR |     | 2.º  | 132.5  | [ 5 ]  |
| 2013    | OAK Racing                | LMP2      | Morgan LMP2-Nissan                     | 2   | 2   | 2   | 6   | 6   | 3   | 2   | 2   |     | 2.º  | 132.5  | [ 5 ]  |
| 2014    | G-Drive Racing            | LMP2      | Morgan LMP2-Nissan Ligier JS P2-Nissan | SIL | SPA | LMS | COA | FUJ | SHA | BHR | SÃO |     | 2.º  | 137    | [ 6 ]  |
| 2014    | G-Drive Racing            | LMP2      | Morgan LMP2-Nissan Ligier JS P2-Nissan | 1   | 1   | Ret | 3   | 1   | 1   | 3   | Ret |     | 2.º  | 137    | [ 6 ]  |
| 2015    | Nissan Motorsports        | LMP1      | Nissan GT-R LM Nismo                   | SIL | SPA | LMS | NÜR | COA | FUJ | SHA | BHR |     | NC   | 0      | [ 7 ]  |
| 2015    | Nissan Motorsports        | LMP1      | Nissan GT-R LM Nismo                   | Ret |     |     |     |     |     |     |     |     | NC   | 0      | [ 7 ]  |
| 2016    | Ford Chip Ganassi Team UK | LMGTE Pro | Ford GT                                | SIL | SPA | LMS | NÜR | MEX | COA | FUJ | SHA | BHR | 4.º  | 118    | [ 8 ]  |
| 2016    | Ford Chip Ganassi Team UK | LMGTE Pro | Ford GT                                | 5   | Ret | 1   | 4   | 11  | 13  | 2   | 2   | 6   | 4.º  | 118    | [ 8 ]  |
| 2017    | Ford Chip Ganassi Team UK | LMGTE Pro | Ford GT                                | SIL | SPA | LMS | NÜR | MEX | COA | FUJ | SHA | BHR | 8.º  | 95     | [ 9 ]  |
| 2017    | Ford Chip Ganassi Team UK | LMGTE Pro | Ford GT                                | 4   | 3   | 6   | 6   | 7   | 8   | 4   | 4   | 5   | 8.º  | 95     | [ 9 ]  |
| 2018-19 | Ford Chip Ganassi Team UK | LMGTE Pro | Ford GT                                | SPA | LMS | SIL | FUJ | SHA | SEB | SPA | LMS |     | 5.º  | 88     | [ 10 ] |
| 2018-19 | Ford Chip Ganassi Team UK | LMGTE Pro | Ford GT                                | 1   | 3   | 6   | 8   | 7   | 18  | 10  | 4   |     | 5.º  | 88     | [ 10 ] |
| 2021    | Glickenhaus Racing        | Hypercar  | Glickenhaus SCG 007 LMH                | SPA | POR | MNZ | LMS | BHR | BHR |     |     |     | 7.º  | 24     |        |
| 2021    | Glickenhaus Racing        | Hypercar  | Glickenhaus SCG 007 LMH                |     |     | Ret | 4   |     |     |     |     |     | 7.º  | 24     |        |
| 2022    | Glickenhaus Racing        | Hypercar  | Glickenhaus SCG 007 LMH                | SEB | SPA | LMS | MNZ | FUJ | BHR |     |     |     | 2.º  | 39     |        |
| 2022    | Glickenhaus Racing        | Hypercar  | Glickenhaus SCG 007 LMH                | 3   | 3   |     |     |     |     |     |     |     | 2.º  | 39     |        |

### 24 Horas de Le Mans
| Año     | Equipo                    | Copilotos                             | Automóvil               | Clase    | Vueltas | Pos. | Pos. Clase |
| ------- | ------------------------- | ------------------------------------- | ----------------------- | -------- | ------- | ---- | ---------- |
| 2008    | Quifel ASM Team           | Miguel Amaral Guy Smith               | Lola B05/40-AER         | LMP2     | 325     | 20.º | 4.º        |
| 2009    | Quifel ASM Team           | Miguel Amaral Guy Smith               | Ginetta-Zytek GZ09S/2   | LMP2     | 46      | DNF  | DNF        |
| 2010    | Quifel ASM Team           | Miguel Amaral Warren Hughes           | Ginetta-Zytek GZ09S/2   | LMP2     | 318     | 20.º | 7.º        |
| 2011    | Quifel ASM Team           | Miguel Amaral Warren Hughes           | Zytek 09SC              | LMP1     | 48      | DNF  | DNF        |
| 2012    | OAK Racing                | Jacques Nicolet Matthieu Lahaye       | Morgan LMP2-Judd        | LMP2     | 139     | DNF  | DNF        |
| 2013    | OAK Racing                | David Heinemeier Hansson Alex Brundle | Morgan LMP2-Nissan      | LMP2     | 328     | 8.º  | 2.º        |
| 2014    | G-Drive Racing            | Roman Rusinov Julien Canal            | Morgan LMP2-Nissan      | LMP2     | 120     | DNF  | DNF        |
| 2015    | Nissan Motorsports        | Jann Mardenborough Max Chilton        | Nissan GT-R LM Nismo    | LMP1     | 234     | DNF  | DNF        |
| 2016    | Ford Chip Ganassi Team UK | Billy Johnson Stefan Mücke            | Ford GT                 | GTE Pro  | 339     | 21.º | 4.º        |
| 2017    | Ford Chip Ganassi Team UK | Billy Johnson Stefan Mücke            | Ford GT                 | GTE Pro  | 332     | 27.º | 10.º       |
| 2018    | Ford Chip Ganassi Team UK | Billy Johnson Stefan Mücke            | Ford GT                 | GTE Pro  | 340     | 21.º | 6.º        |
| 2019    | Ford Chip Ganassi Team UK | Billy Johnson Stefan Mücke            | Ford GT                 | GTE Pro  | 340     | 25.º | 6.º        |
| 2020    | Risi Competizione         | Sébastien Bourdais Jules Gounon       | Ferrari 488 GTE Evo     | GTE Pro  | 339     | 23.º | 4.º        |
| 2021    | Glickenhaus Racing        | Franck Mailleux Pipo Derani           | Glickenhaus SCG 007 LMH | Hypercar | 367     | 4.º  | 4.º        |
| 2022    | Glickenhaus Racing        | Pipo Derani Romain Dumas              | Glickenhaus SCG 007 LMH | Hypercar | 370     | 4.º  | 4.º        |
| 2023    | Glickenhaus Racing        | Ryan Briscoe Romain Dumas             | Glickenhaus SCG 007 LMH | Hypercar | 335     | 6.º  | 6.º        |
| Fuente: |                           |                                       |                         |          |         |      |            |